# Кумарагупта
Кумарагупта  — 1-й незалежний правитель держави Пізніх (Східни) Гуптів. Низка дослідників рахує його як Кумарагупту IV.

## Життєпис
Посів трон після батька Джівітагупти I між 545 і 550 роками. На час його панування припадає припинення династії імператорських Гупта (після смерті Вішнугупти близько 551 року). Кумарагупта та інші колишні формальні васали стали офіційно незалежними правителями. За цим починається боротьба за їх спадок.
Вів війни за панування на Гангській рівнині. Завдав поразки Ішанаварману, магараджі Маукхарі (претендував на володіння землями імперських Гуптів як родич Гуптів по материнській лінії), але не зміг їх повністю підкорити. На заході зміг розширити володіння до міста Праяга включно. При цьому встановив владу в Маґадгі.
Помер бл. 560 року. Йому спадкував син Дамодарагупта.